# Вінченцо Кампі
Вінченцо Кампі (італ. Vincenzo Campi 1536, Кремона — 3 жовтня, 1591, там само) — італійський художник, представник реалізму XVI століття й доби раннього маньєризму.

## Життєпис

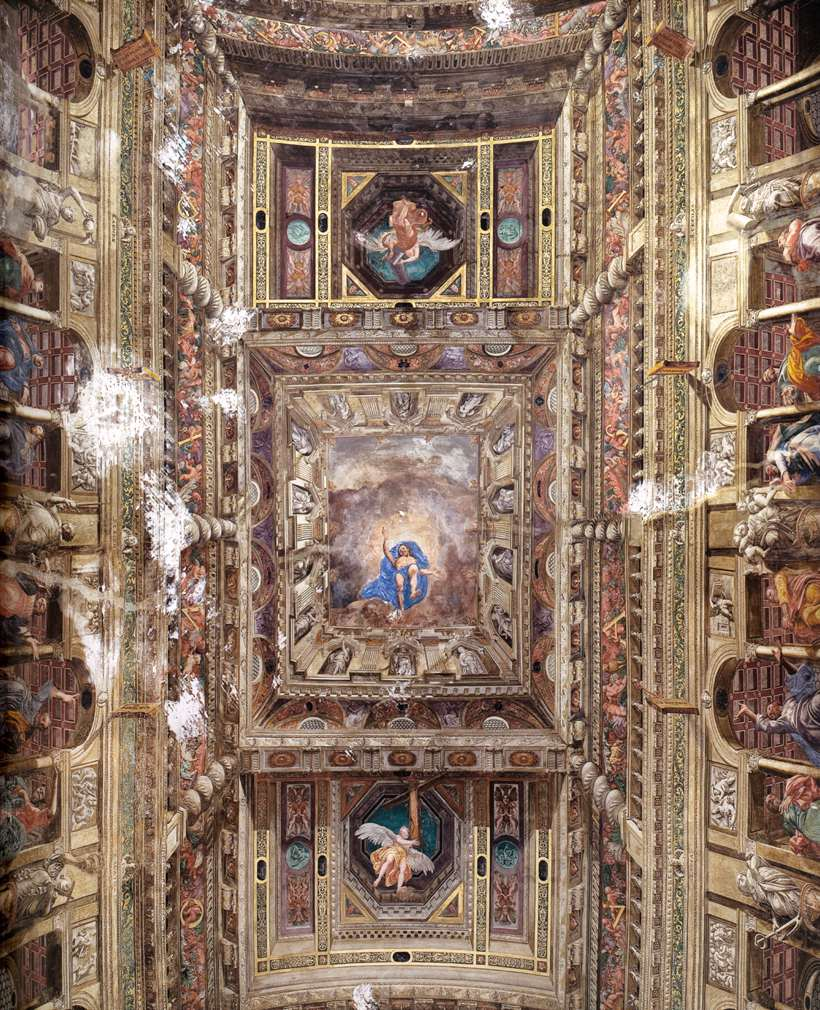
Склепіння церкви Сан Паоло Конверсо в Мілані.

Народився в місті Кремона. Наймолодший з братів Джуліо Кампі та Антоніо Кампі. Вважають, що художню освіту опановував в їх майстерні. Починав як художник релігійних образів. Малював також побутові сценки в кухнях та ринкові сцени з крамницями фруктів чи риби. Всі вони несли значний вплив картин нідерландських майстрів, котрі створювали Пітер Артсен, Йоахим Бейкелар. Суміш італійських і нідерландських впливів наблизила художню манеру митця до смаків вельможних замовників Північних країн Європи. Серед них був і німецький багатій і банкір Ганс Фугер, котрий мав серію картин Вінченцо Кампі в замку Кіркгайм.
Художник працював також в таких північноіталійських містах, як Павія, Буссето та Мілан. Саме в Мілані в період між 1586–1589 роками створив разом із братом Антоніо Кампі цикл стінописів на склепінні церкви Сан-Паоло-Конверсо, які були сміливими за ракурсами й несли ознаки ефектних, просторових композицій раннього італійського бароко. Художник перехідної доби, він пройшов через стилістику пізнього італійського маньєризму до раннього бароко. Помер у Кремоні.
Був важливим попередником Караваджо, що теж походив з Півночі Італії.

## Галерея

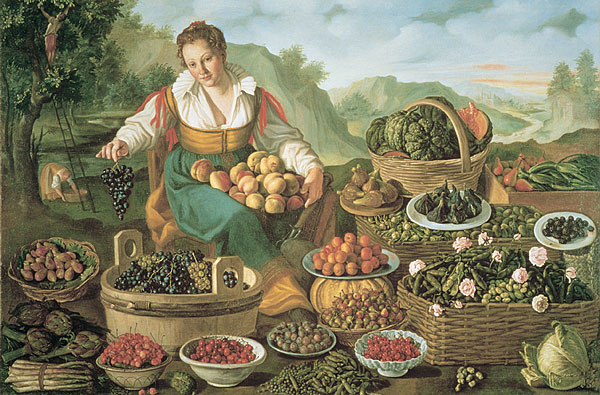
«Фруктова крамниця», Пінакотека Брера, Мілан.
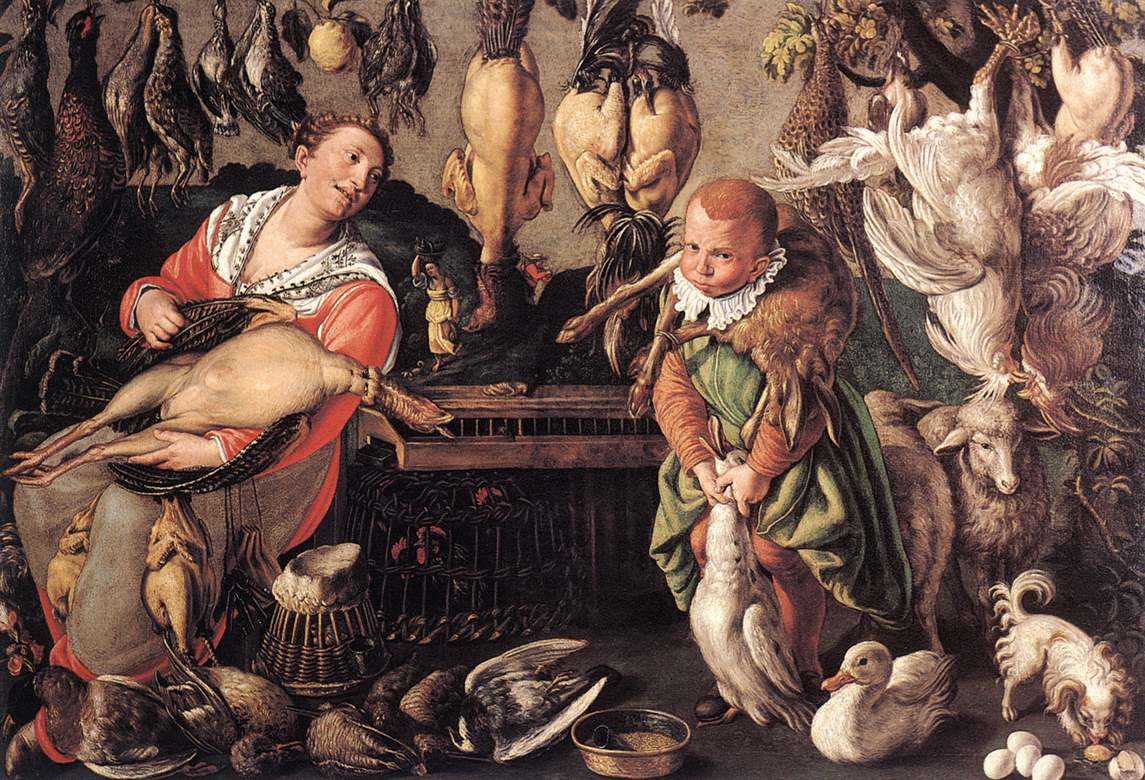
«Крамниця свійської птиці»
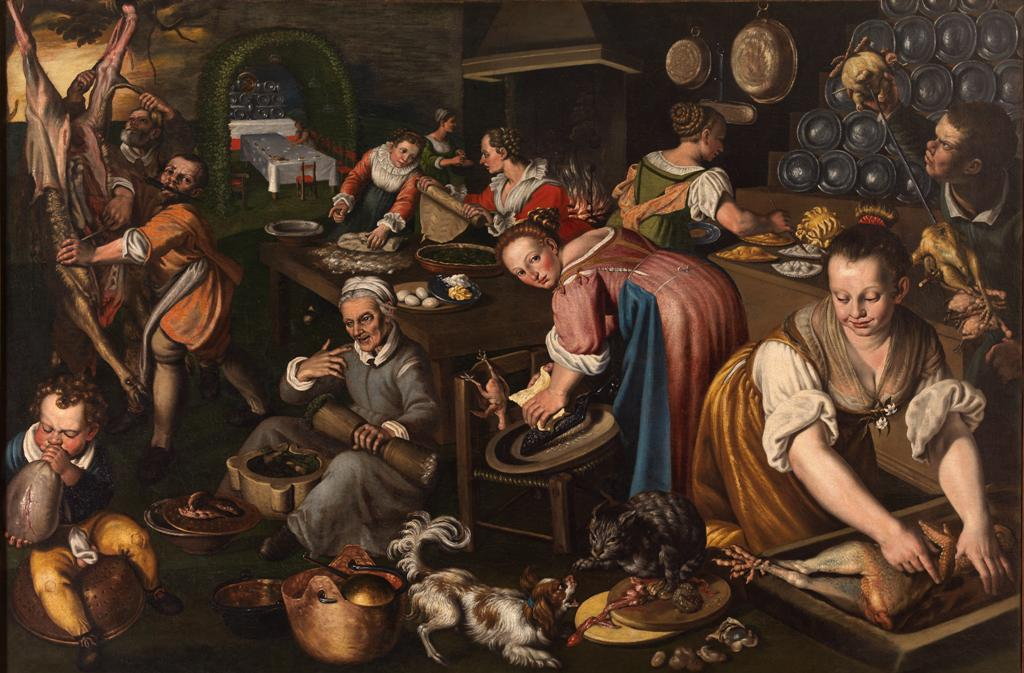
«Кухня», Пінакотека Брера, Мілан.
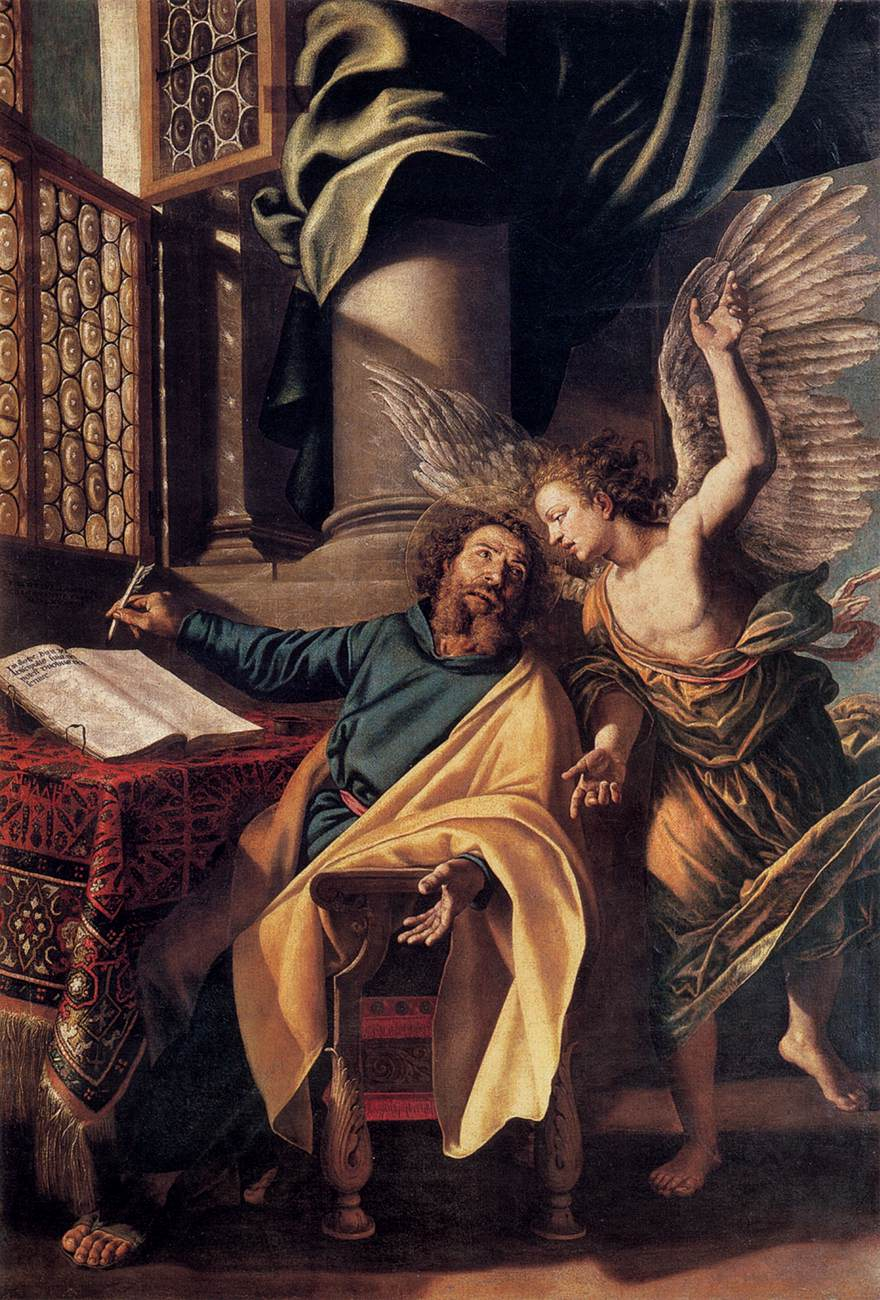
«Євангеліст Матвій і янгол», Павія.

## Вибрані твори
- «Торговка»

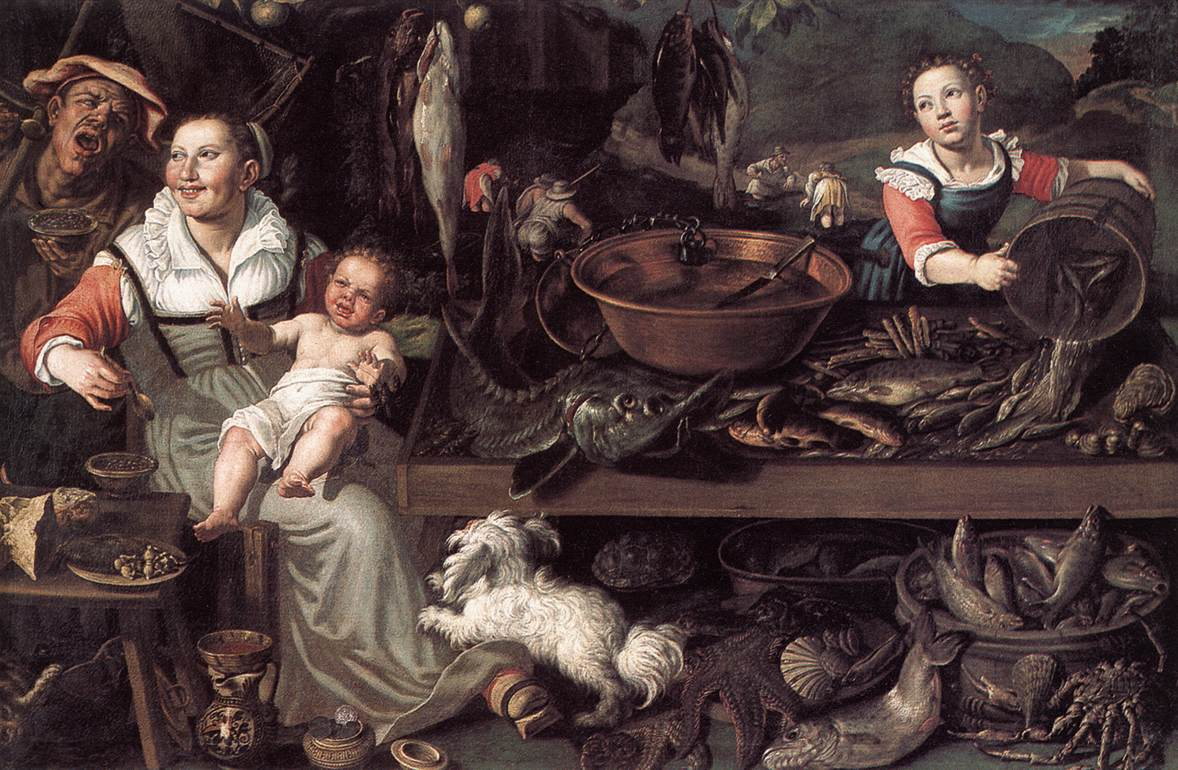
«Рибна крамниця», Пінакотека Брера, Мілан

- «Ласування рикотою», Ліонський музей красних мистецтв, Франція
- «Св. Себастьян», Художній інститут Чикаго
- «Сцена на ринку», Боутон Хаус, Велика Британія
- «Торгівля фруктами», Пінакотека Брера, Мілан
- «Рибна крамниця», Пінакотека Брера, Мілан
- «Христос перед стратою на хресті», Павія
- «Євангеліст Матвій і янгол», Павія
- «Сцена на кухні», Пінакотека Брера, Мілан